# Општина Михаил Когалничану (Констанца)
Михаил Когалничану (рум. Mihail Kogălniceanu) општина је у Румунији у округу Констанца.
Oпштина се налази на надморској висини од 65 m.